# Settimana santa di Taranto

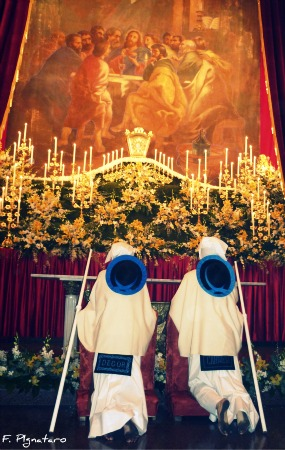
"Perdúne" dinanzi ad un Altare della Reposizione detto anche Sepolcro

I riti della Settimana santa di Taranto sono degli eventi che si svolgono nella città a partire dalla Domenica delle palme. Questi riti della Settimana santa risalgono all'epoca della dominazione spagnola nell'Italia meridionale. Furono introdotti a Taranto dal patrizio tarantino don Diego Calò, il quale nel 1703, commissionò a Napoli le statue di Gesù morto e dell'Addolorata. Durante il periodo illuminista nel 1765 il patrizio tarantino Francesco Antonio Calò, erede e custode della tradizione della processione dei Misteri del Venerdì santo, donò alla Confraternita del Carmine le due statue che componevano la suddetta processione e la prima volta si svolse il Venerdì Santo 4 Aprile 1765, attribuendole l'onore e l'onere di organizzare e perpetrare quella tradizione cominciata nel 1703.

## I Riti della Settimana Santa

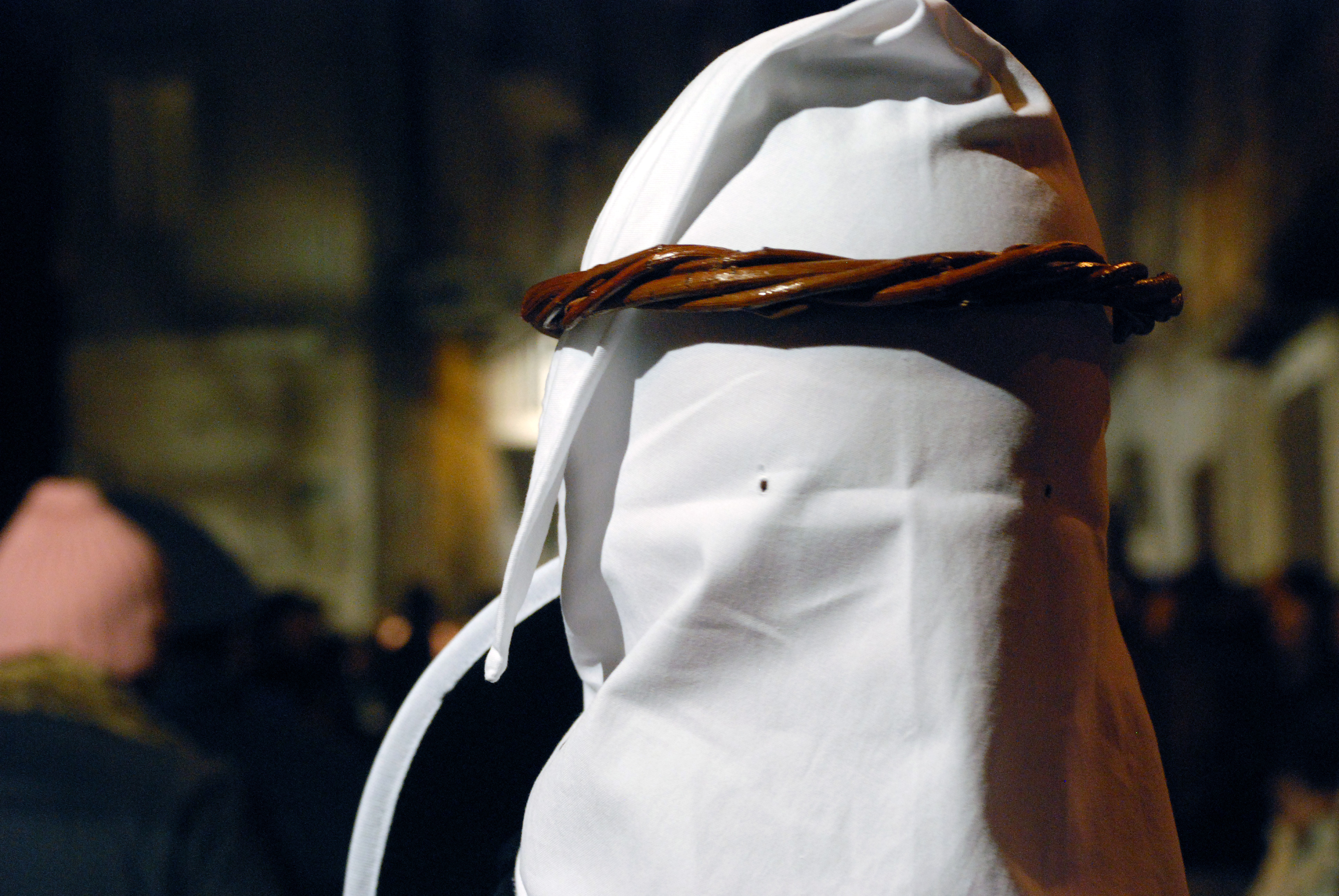
Confratello dell'Addolorata e San Domenico

Nella Domenica delle palme, le due principali confraternite di Taranto organizzatrici dei suddetti Riti, quella di Maria Santissima Addolorata e san Domenico (sita nella chiesa di San Domenico Maggiore nel Borgo Antico) e quella di Maria Santissima del Carmine (sita nella omonima chiesa nel Borgo Umbertino), convocano in assemblea straordinaria i propri iscritti in regola con l'amministrazione e che non siano incorsi in sanzioni disciplinari, ed effettuano le "gare" per aggiudicarsi l'onore di partecipare alle due processioni, il pellegrinaggio dell'Addolorata e la processione dei Sacri Misteri. All'inizio dell'assemblea, il segretario o uno degli assistenti del priore bandisce l'asta che prosegue fino a quando l'offerta più alta non è superata da altre offerte. A questo punto il simbolo (o statua) viene aggiudicata al confratello che ha fatto l'offerta maggiore..Il ricavato delle "gare" viene devoluto nel corso dell'anno a favore di iniziative benefiche. 
Tradizione prevede che l'Addolorata del giovedì Santo sia salutata all'uscita dalla Chiesa di San Domenico Maggiore con la predica da parte del vescovo e con l'esecuzione da parte della Banda della Marcia Funebre "A Gravame" composta agli inizi del Novecento dal Maestro Domenico Bastia e dedicata a un giovane musicista della banda del Bastia scomparso in un tragico incidente sul lavoro (in precedenza la marcia che apriva la processione era "Jone", marcia funebre dell'IV atto dell'omonima opera). Il rientro, invece, è tradizionalmente accompagnato dalla marcia funebre "Mamma" del Maestro Luigi Rizzola.

## I Perdoni

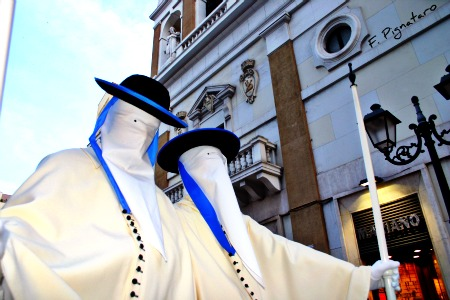
"Perdúne"

I Perdoni (le Perdúne in dialetto tarantino) sono poste, coppie, di Confratelli del Carmine, che dalle ore 15:00 del Giovedì Santo escono ad intervalli dalla Chiesa di Maria Santissima del Monte Carmelo per effettuare un pellegrinaggio verso le Parrocchie del Borgo Antico e del Borgo Nuovo dove sono allestiti gli Altari della Reposizione. La coppia che esce dal portone della sagrestia - rivolta verso il Borgo Nuovo - compie il pellegrinaggio per i sepolcri della città nuova e si chiama "posta di campagna", a ricordo del fatto che alle origini dei Riti, tale zona della città non esisteva, mentre la coppia che esce dal portone principale, rivolto verso il nucleo antico della città, compie il pellegrinaggio per i sepolcri della città Vecchia e per questo conserva il nome di "posta di città". 
I Perdoni sono scalzi e vestiti con l'abito tradizionale di rito che si compone di: un camice bianco stretto in vita e sui polsi; un rosario nero appeso in vita con medaglie sacre ed un crocifisso, pendenti sulla destra del camice; una cinghia di cuoio nero attaccata in vita e fatta pendere sul lato sinistro del camice, rappresentante la frusta che colpì Gesù; una mozzetta color crema abbottonata sul davanti; due scapolari recanti rispettivamente le scritte ricamate "Decor" e "Carmeli" in seta blu chiaro; un cappuccio bianco con due forellini all'altezza degli occhi; un cappello nero bordato con nastro blu chiaro, dai cui lati scendono altri due nastri anch'essi blu, indossato in testa sul cappuccio o appoggiato sopra le spalle, fissato in vita con un nastro che viene fatto passare attraverso un'asola che si trova nell'abbottonatura della mozzetta e guanti bianchi di cotone o di pelle.
I Perdoni portano inoltre una mazza, chiamata "bordone", alta circa due metri che simboleggia l'antico bastone dei pellegrini: infatti le Perdúne sono così chiamati in ricordo dei pellegrini che si recavano a Roma per ottenere il perdono dei peccati. Un'altra teoria, riconducibile allo studioso di tradizioni tarantine Angelo Fanelli, vuole, invece, che il termine derivi dalla deformazione dialettale di "bordone", cioè del nome del bastone uncinato che usavano i pellegrini. Un dondolio chiamato in dialetto tarantino "nazzecata", caratterizza l'incedere lentissimo dei confratelli penitenti. L'uscita dei Perdoni è il primo atto del Sacro Triduo Pasquale che coinvolge l'intera cittadinanza.

## Le statue dell'Addolorata
Le statue dell'Addolorata che vengono fatte sfilare nelle due processioni sono solo apparentemente uguali:
- volto: piccoli dettagli le rendono espressivamente differenti;
- aspetto: quella del giovedì Santo (San Domenico) è alta quasi un metro e ottanta ed ha una figura più snella, mentre quella del venerdì Santo (Carmine) è più bassa ed ha il viso più rotondo.
- datazione: quella del venerdì Santo (Carmine) è molto più antica di quella del giovedì Santo (San Domenico);
- simboli: entrambe le statue hanno nelle mani un cuore trafitto e un fazzoletto, ma quella del giovedì Santo (San Domenico) ha il cuore nella mano sinistra ed il fazzoletto nella destra, mentre quella del venerdì Santo (Carmine) ha i simboli invertiti.
- Oltre ad avere i simboli invertiti, il cuore dell'Addolorata del Giovedì Santo (San Domenico) è trafitto da un solo pugnale sempre a forma di cuore conficcato al centro, mentre quella del venerdì Santo (Carmine) ha il cuore trafitto al centro da un pugnale con l'impugnatura a croce e da due stiletti posti accanto, uno a destra e l'altro a sinistra, al pugnale e in posizione obliqua verso l'esterno.

## Confraternite a Taranto

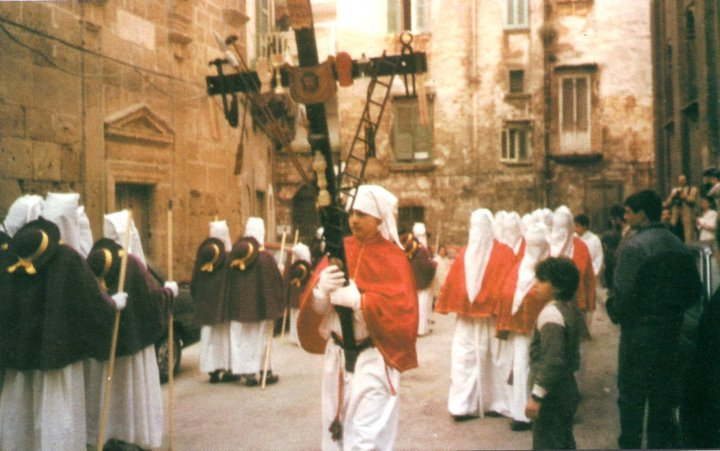
I cortei penitenziali che si svolgevano a cura delle varie Confraternite della città la mattina del Venerdì Santo. Foto del 5 aprile 1995

Nella città di Taranto fin dal XV secolo la presenza delle confraternite è stata massiccia e rilevante soprattutto nell'arco di tempo che va dal termine del Concilio di Trento agli immediati anni posteriori alla rivoluzione francese che porto all'abolizione degli ordini monastici nel regno di Napoli che avevano favorito la nascita di questi sodalizi (nel solo convento dei domenicani ne erano presenti tre). A partire dagli anni novanta c'è stata una riscoperta e rinascita e addirittura l'istituzione di confraternite come per esempio la Confraternita di Sant'Egidio Maria di San Giuseppe fondata nella omonima parrocchia nel periferico rione Tramontone all'indomani della canonizzazione del santo tarantino. Ai riti della Settimana Santa, fino al secondo conflitto mondiale, parteciparono assiduamente anche i vari sodalizi di Taranto, oltre al Carmine e all'Addolorata, con dei cortei penitenziali il Venerdì Santo e durante i quali venivano visitati gli Altari della reposizione nelle varie chiese, rito poi abolito.
Storicamente, le confraternite tarantine sono queste:
- Arciconfraternita del Santissimo Sacramento (1540)
- Reale Arciconfraternita di Maria santissima del Rosario Reale(dopo il 1571)
- Confraternita di Maria Santissima Immacolata (prima del 1578)
- Arciconfraternita di San Giuseppe (1639)
- Confraternita di san Gaetano di Thiene (1657)
- Arciconfraternita di Maria Santissima del Monte Carmelo (1675)[4]
- Confraternita di santa Maria della Mercede (seconda metà XVII secolo e soppressa nel 1905)
- Confraternita di santa Maria di Costantinopoli sotto il titolo dei santi Cosma e Damiano (1580)
- Confraternita della Santissima Trinità dei pellegrini (Seconda metà del XV secolo)
- Confraternita di san Cataldo eretta in Santa Caterina (XV secolo)
- Confraternita di Santa Maria della Scala (1670)
- Confraternita del Santissimo Crocifisso e Purgatorio (1585)
- Confraternita del Santissimo Nome di Gesù, detta "del Santissimo Nome di Dio" (1580)
- Confraternita di Maria santissima Addolorata e san Domenico (1670)
- Confraternita di Santa Maria della Pace (1673)
- Confraternita di san Nicola da Tolentino e sacra cintura (prima del 1600)
- Reale confraternita di Sant'Antonio di Padova (1680)
- Confraternita della Santissima Croce (1834)
- Confraternita di santa Maria di Piedigrotta e dei santi Gennaro e Catello (1895)
- Confraternita di Santa Maria del Carmine (Talsano) (1905)[5]
- Confraternita di Maria santissima dei martiri e san Marco (1941)
- Confraternita dei Santi Medici (1999)
- Confraternita di Sant'Egidio Maria di San Giuseppe (2001)
- Confraternita di Santa Rita (2005)

## Galleria d'immagini

### I Sepolcri

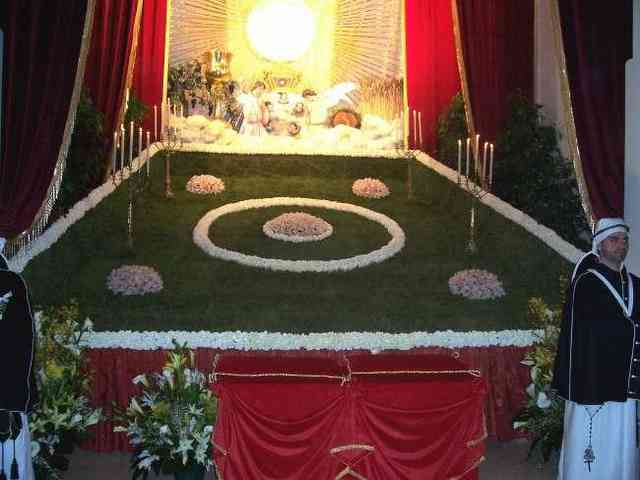
Sepolcro della Chiesa San Domenico
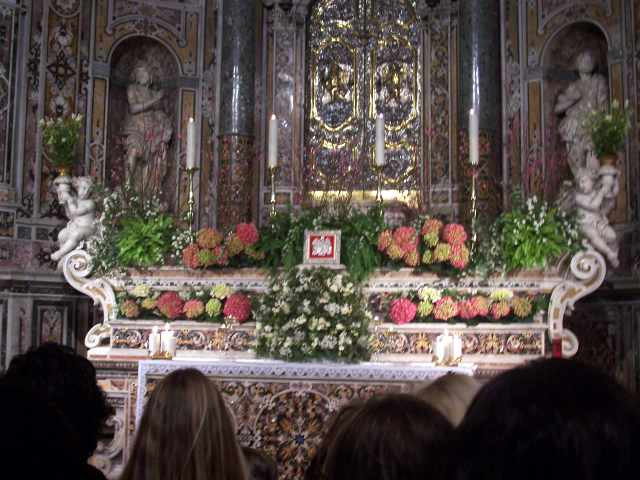
Sepolcri della Cattedrale San Cataldo
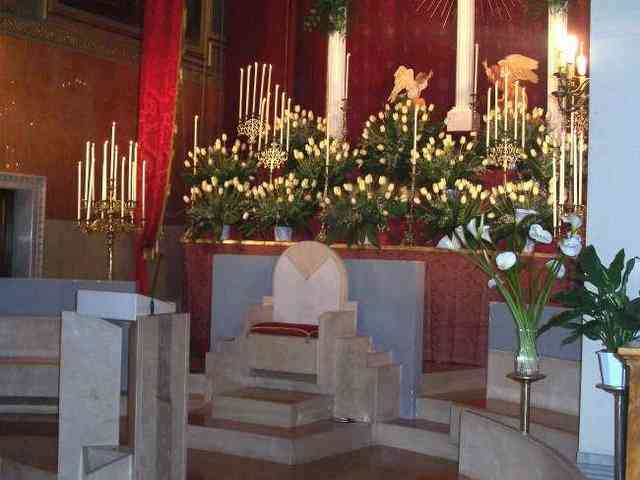
Sepolcri della Chiesa San Francesco da Paola
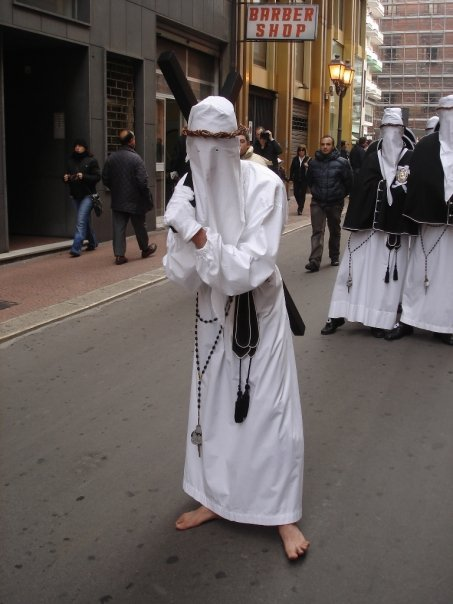
Crocifero
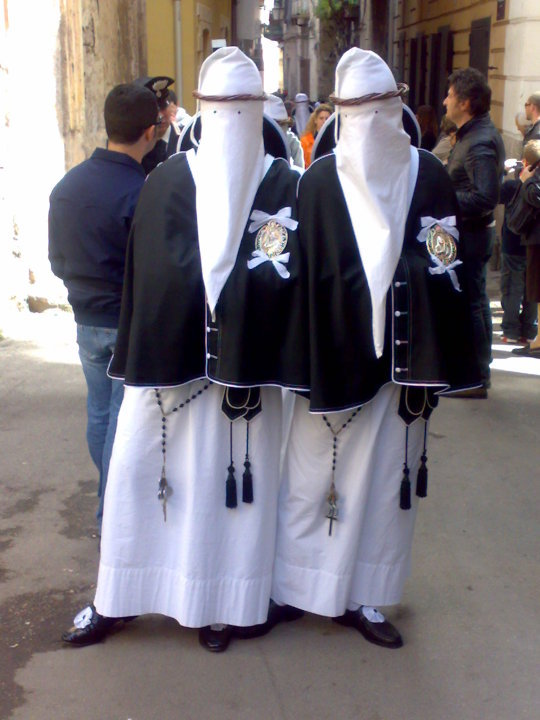
Posta di Confratelli col cappuccio calato

### Il Pellegrinaggio dell'Addolorata

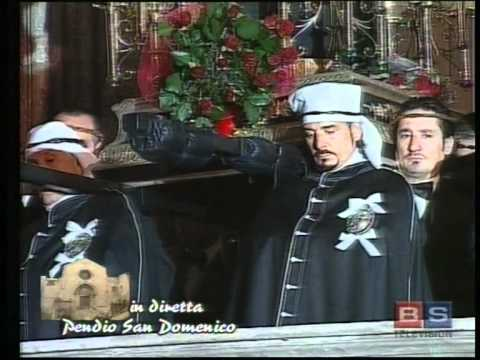
Processione Addolorata 2009
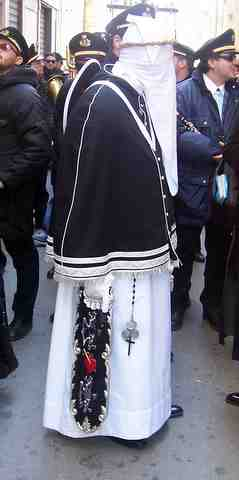
Troccolante della processione dell'Addolorata
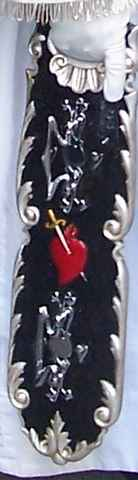
Troccola della processione dell'Addolorata
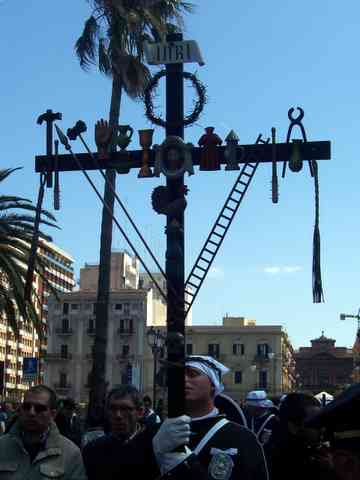
Crocifisso della processione dell'Addolorata
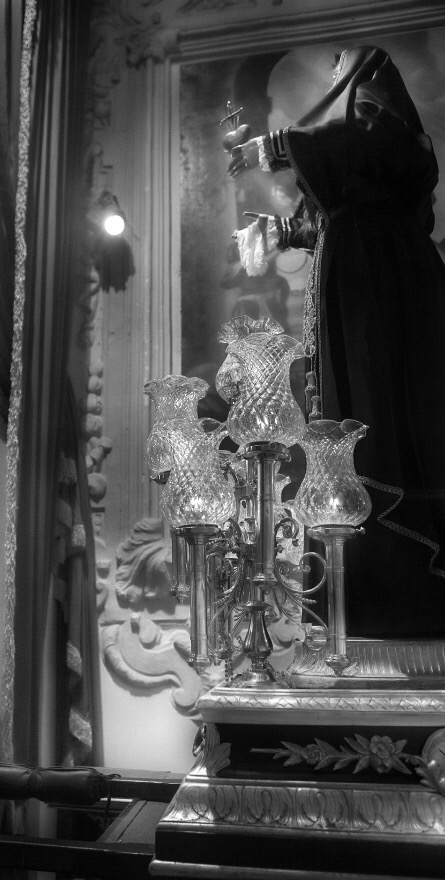
Addolorata
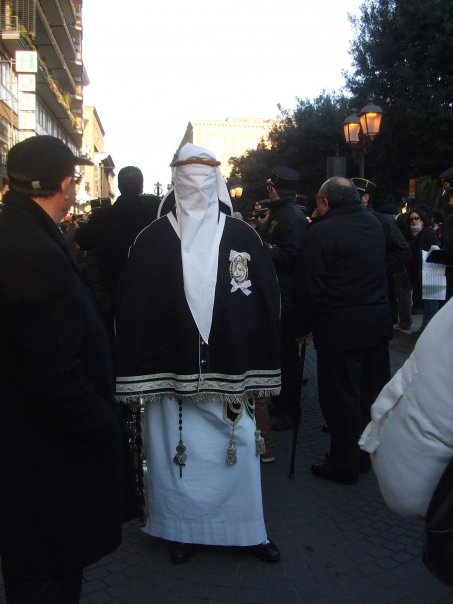
Troccolante dell'Addolorata
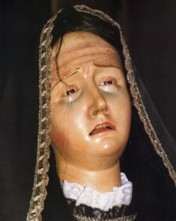
Mater Dolorosa
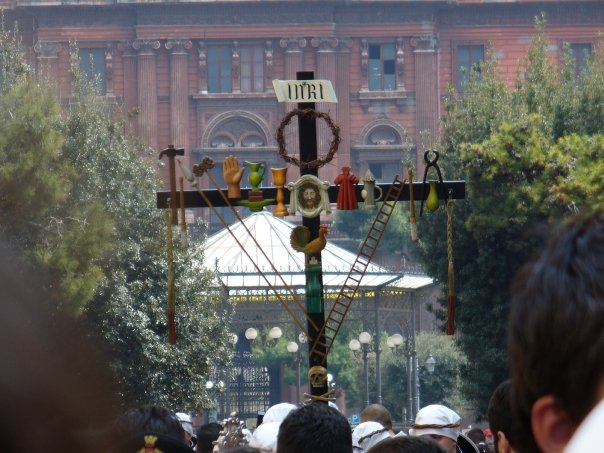
Croce dei Misteri dell'Addolorata
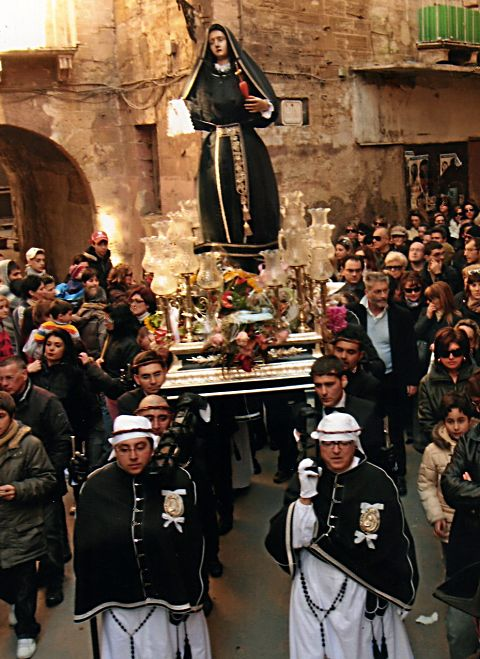
Processione dell'Addolorata
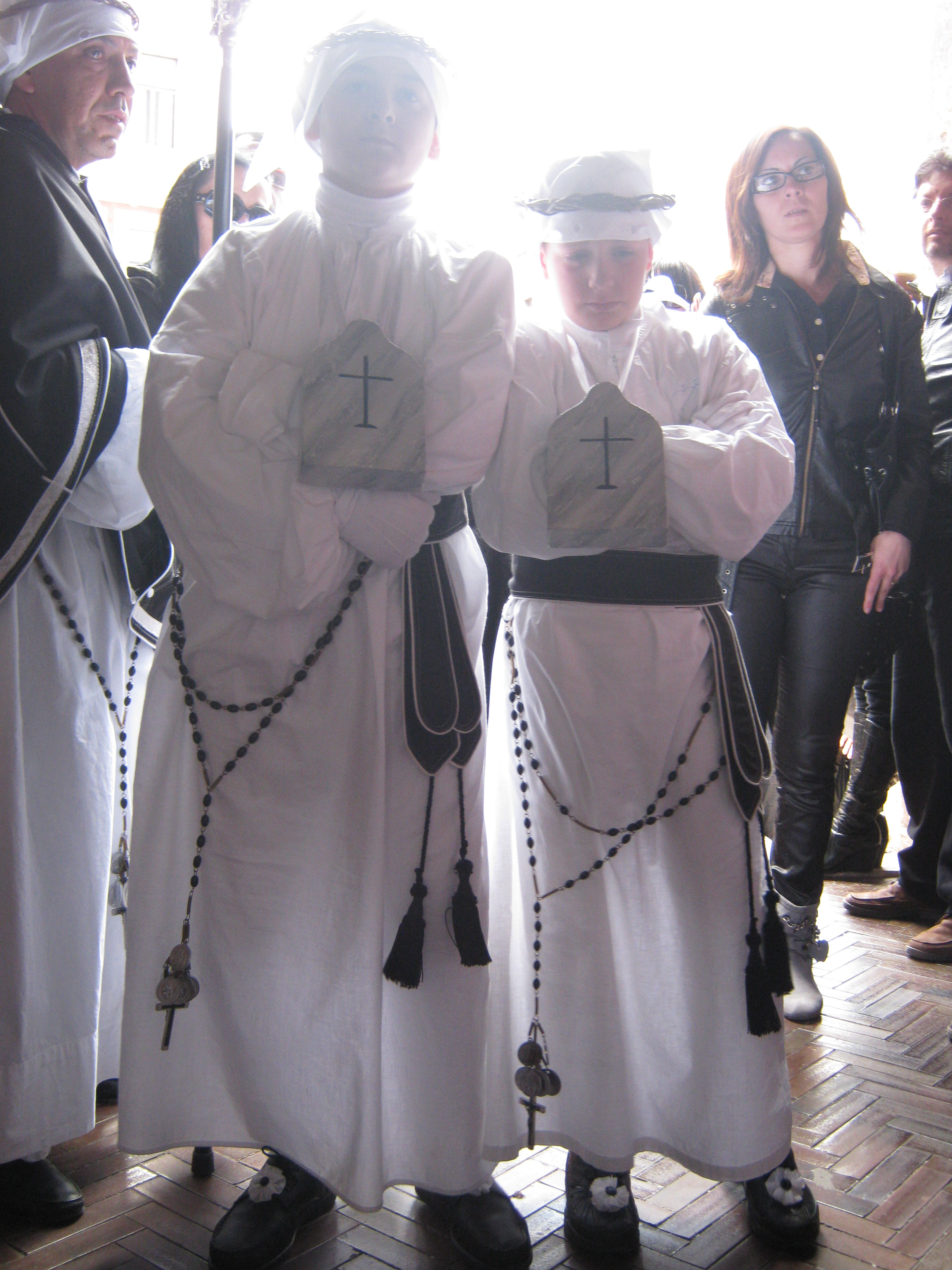
Pèsare
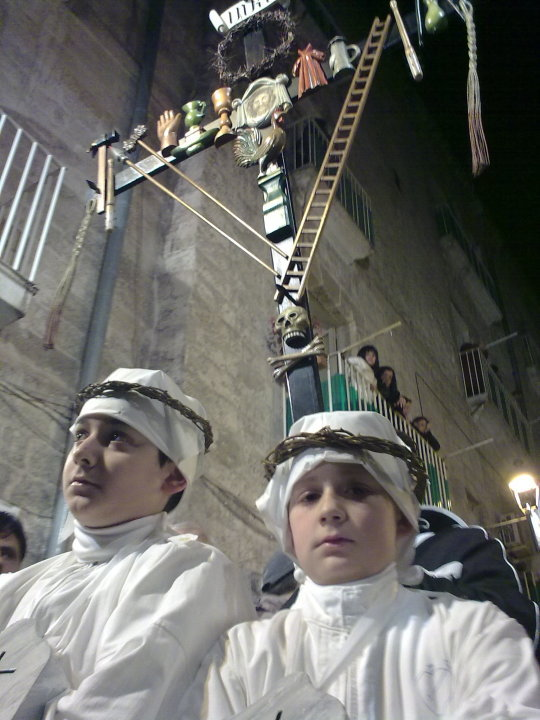
Pèsare 2010

### La Processione dei Misteri

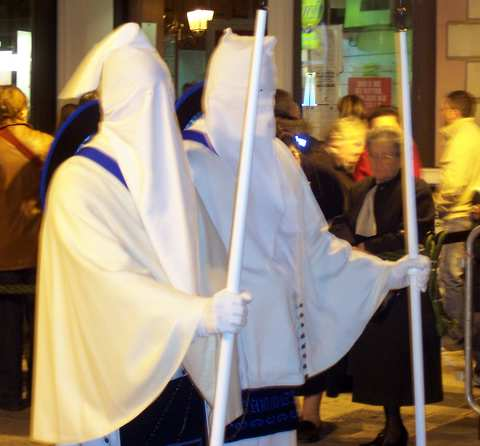
Perdoni
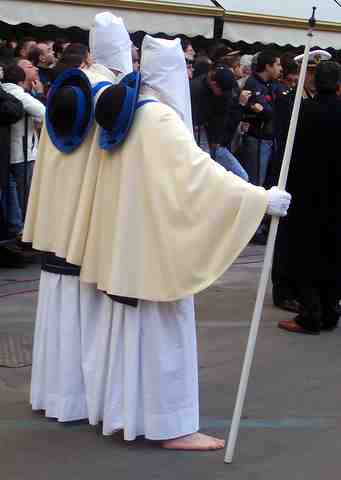
Perdoni
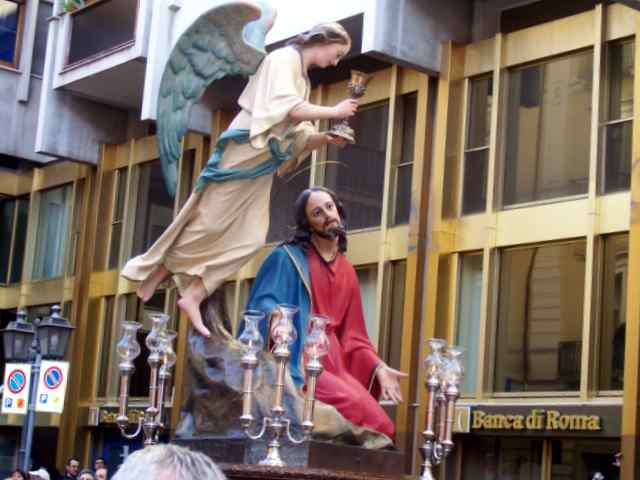
Il Cristo all'orto
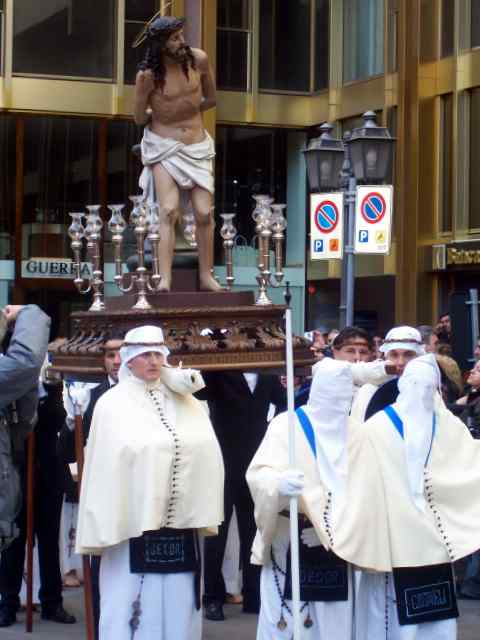
La colonna
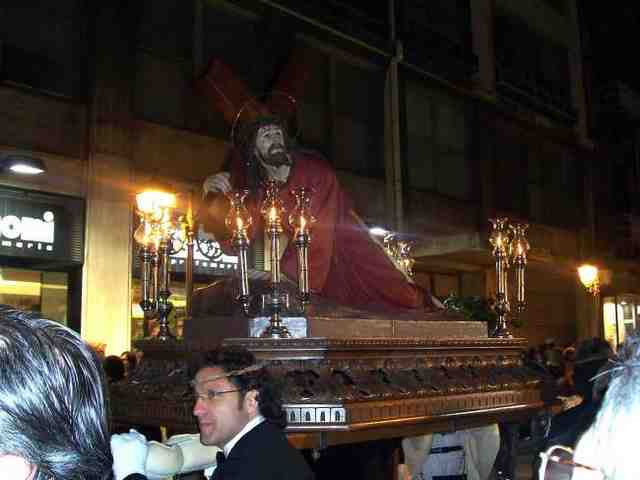
La Cascata
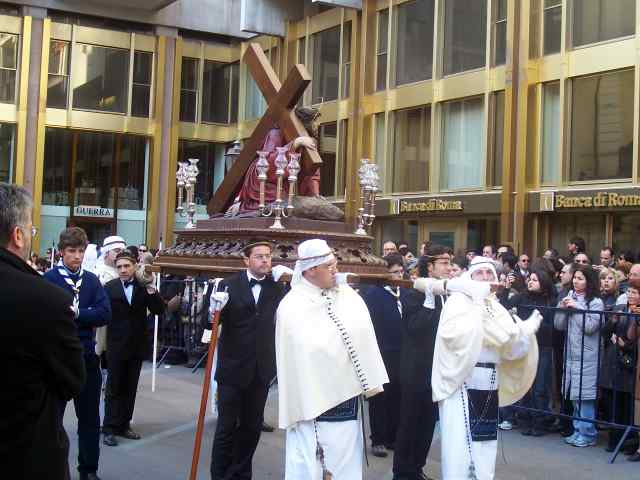
La Cascata
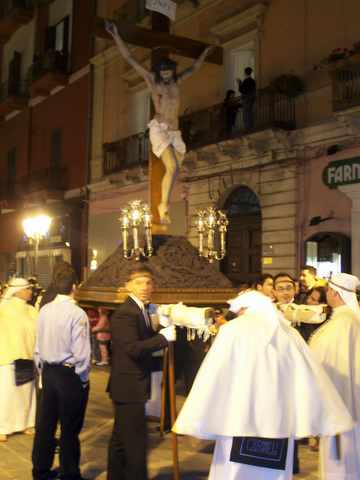
il Crocifisso
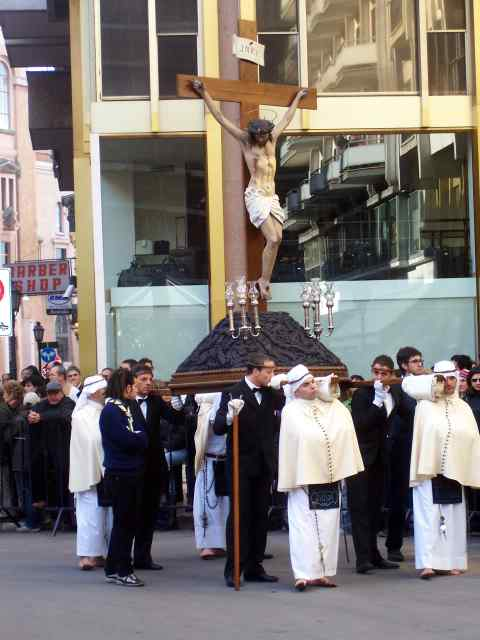
il Crocifisso
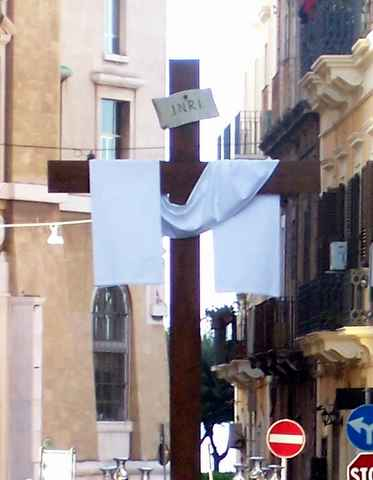
Sacra Sindone
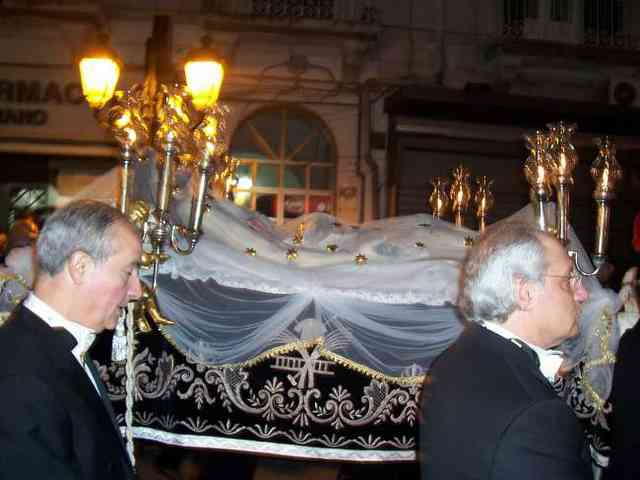
Gesù Morto
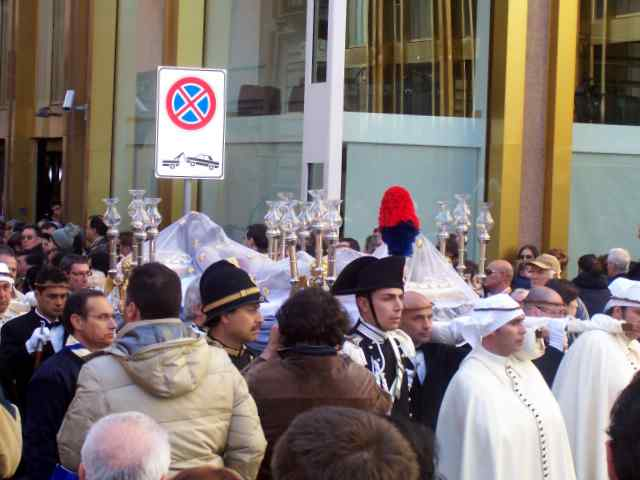
Gesù Morto
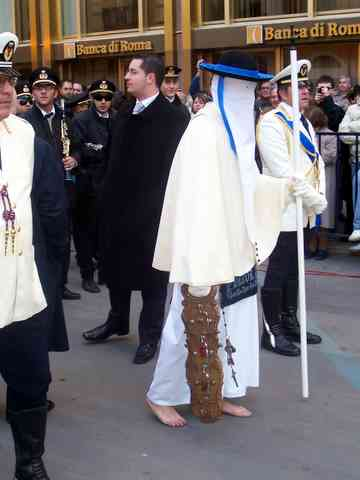
Troccolante
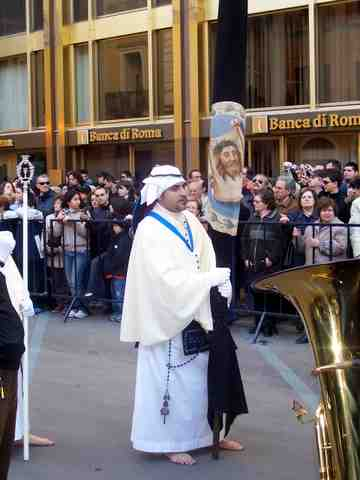
Gonfalone
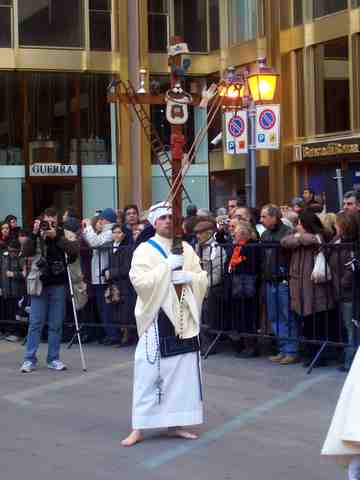
Croce dei Misteri
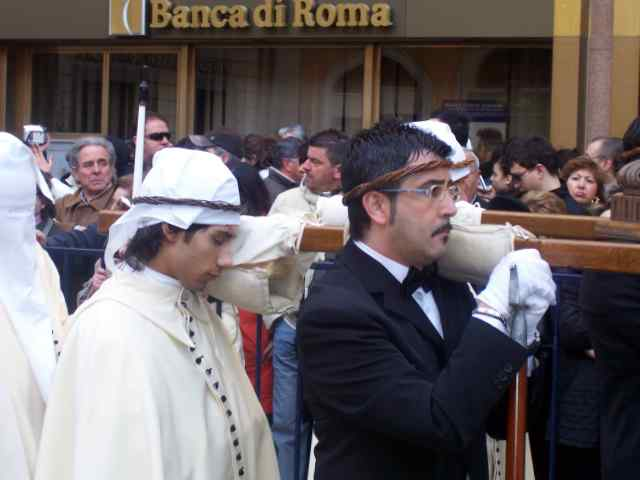
Portatori
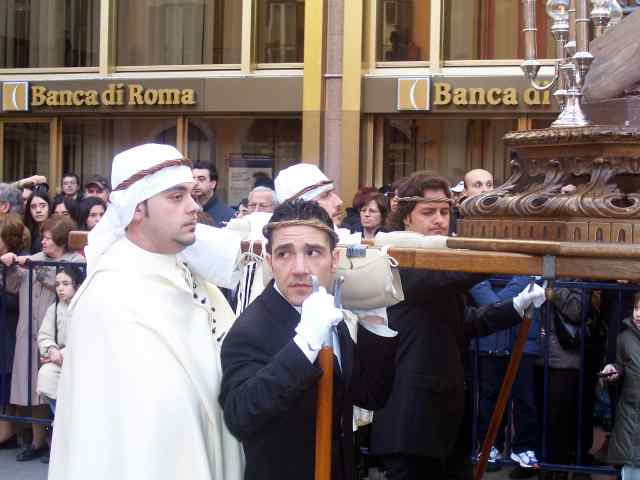
Portatori
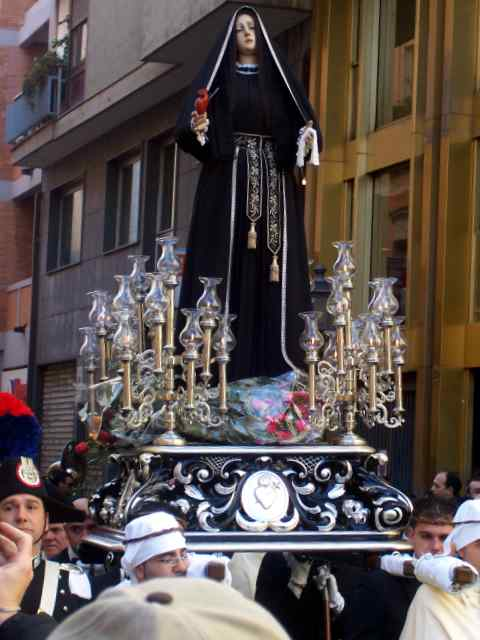
Mater Dolorosa

## Discografia
- AA.VV. - Le Musiche della Settimana Santa - Scorpione Editrice - Taranto,